# Pruwatan
Pruwatan is een bestuurslaag in het regentschap Brebes van de provincie Midden-Java, Indonesië. Pruwatan telt 11.609 inwoners (volkstelling 2010).